# Сырдон
Сырдон (диг. Сирдон) — герой осетинского нартского эпоса, сын Гатага и Дзерассы, в котором переплелись черты характерные для трикстера и культурного героя. Особенность его эпического образа в нартиаде заключается в том, что он развивался не в героическом, а комическом и бытовом плане. Фигурирует в других национальных версиях эпоса.

## Мифология
Когда Сырдон подрос, он покинул подводную страну и пришёл к нартам. Узрев в нём что-то дьявольское, хитрое, нарты не приняли его в своё общество, и Сырдон поселился под землёй в лабиринте. Приходя ежедневно на нартский ныхас (место собраний и игр), Сырдон натравливал нартов друг на друга, а потом внезапно исчезал. Нарты назвали Сырдона коварством неба и хитростью земли; Сырдон своим красноречием мог разрушить гранитную скалу, он знал всё, что было, и мог заранее определить, что будет. Он часто обманывал нартов. Тем не менее, отправляясь в поход, нарты непременно брали с собой находчивого и остроумного Сырдона.
Из-за козней Сырдона Курдалагон укоротил колоду, где закаливали Сослана. Обратившись в шапку, Сырдон подслушал разговор Сослана со своим конём. Первым узнав о рождении Сатаны от мёртвой Дзерассы, Сырдон объявил об этом на нихасе, чтобы опозорить Урызмага и Хамыца.
Сырдон изобрёл музыкальный инструмент — фандыр (арфа). Хамыц, у которого Сырдон украл корову, проник в его потайной дом, убил жену Сырдона и двенадцать сыновей и положил их в горячий котёл вместо мяса. Сырдон, поражённый горем, взял кисть руки старшего сына и натянул на неё двенадцать струн, сделанных из жил сыновей. Подарив свой фандыр нартам, Сырдон был принят в их общество.
Умирая, Сырдон просил нартов похоронить его там, где не слышно говора людей и мычания скота. Но назло ему нарты похоронили его на нихасе. Лишь убедившись, что Сырдон и после смерти вредит им, — нарты непроизвольно клялись его именем — его выкопали и бросили в море. Сырдон попал в дом Донбеттыра, который воскресил его, и Сырдон снова явился на нартский нихас.

## Параллелизм с другими мифологическими героями
Ж. Дюмезиль находил «близкое родство» в образе Сырдона и таком персонаже скандинавской мифологии как Локи, что прежде всего проявляется как в их особой роли в убийстве светлого героя (Сосруко, Бальдра), так и в их общем типе. Так, по его мнению: «Не считая представлений о конце света, которые не могли бы иметь места в нартовском эпосе, все черты Локи обнаруживаются в Сырдоне и все черты Сырдона — в Локи». Также Дюмезиль отмечал некоторое сходство Сырдона с персонажем уладского цикла в ирландской мифологии — Брикреном. Также считается, что некоторые ситуации в которые попадает Сырдон близки к историям в духе Ходжи Насреддина.

## Источник
- Ален Кристоль. Сырдон и Одиссей // «Nartamongæ» : журнал. — 2011. — Т. VIII, № 1, 2. — С. 159–170. — ISSN 1810-8172.
- Дзадзиев А. Б. Этнография и мифология осетин, Владикавказ, 1994, стр. 130 - 131, ISBN 5-7534-0537-1
- Дюмезиль Ж. Осетинский эпос и мифология. М.: Наука, 1976.